# Iphiaulax subauratus
Iphiaulax subauratus är en stekelart som beskrevs av Joseph Kriechbaumer 1894. Iphiaulax subauratus ingår i släktet Iphiaulax och familjen bracksteklar. Utöver nominatformen finns också underarten I. s. rufina.